# Кираз, Сабри
Сабри Кираз (тур. Sabri Kiraz, 1918, Константинополь, Османская империя — 12 января 1985, Стамбул, Турция) — турецкий футболист, вратарь, тренер.

## Биография
Сабри Кираз родился в 1918 году в Константинополе (сейчас Стамбул).
Занимался футболом в школе «Фенербахче». В 1943—1947 годах играл на позиции вратаря за «Фенербахче».
В 1954 году начал тренерскую карьеру. На клубном уровне тренировал «Истанбулспор» (1954—1955, 1958—1959), «Эмниет» (1955—1956), «Вефу» (1956—1958), «Анкарагюджю» (1959—1960, 1961—1962, 1970—1971, 1973—1974, 1975—1977), «Хачеттепе» (1962—1963), «Кечиоренгюджю» (1963—1964), «Бурсаспор» (1967—1969), «Фенербахче» (1971—1972), «Гёзтепе» (1972—1973), «Кайсериспор» (1973), «Коджаэлиспор» (1975).
В 1977 году выиграл единственный трофей в карьере, победив с «Анкарагюджю» во второй лиге: подопечные Кираза выиграли турнир в одной из двух групп, а в стыковом матче за чемпионство победили «Диярбакырспор» (2:1).
В 1978—1980 годах тренировал сборную Турции. Под его началом турки провели восемь матчей в отборочных турнирах чемпионата Европы 1980 года и чемпионата мира 1982 года, одержали три победы, один раз сыграли вничью и четырежды проиграли. Кроме того, в этот период Кираз руководил сборной Турции в четырёх товарищеских матчах (две победы, два поражения)
Умер 12 января 1985 года в Стамбуле от сердечного приступа, который случился с ним на трибуне стадиона во время матча между «Фенербахче» и «Галатасараем».

## Увековечение
Улица в Стамбуле недалеко от стадиона «Фенербахче» и других клубных спортивных сооружений носит имя Сабри Кираза.